# Hirokazu Kore-eda
Hirokazu Kore-eda (Japans: 是枝裕和, Kore-eda Hirokazu) (Kiyose (Tokio), 6 juni 1962) is een Japans filmmaker.

## Biografie
Kore-eda groeide op in een bescheiden milieu en studeerde literatuur aan de Waseda-universiteit. Aanvankelijk wilde hij romanschrijver worden, maar veranderde van medium toen hij na zijn afstuderen als regieassistent voor de Japanse televisieproducent TV Man Union ging werken, waarvoor hij een aantal documentaires draaide. Zijn eerste speelfilm, Maboroshi no hikari (1995), ontving verscheidene internationale prijzen, onder meer een Gouden Osella voor beste regie tijdens het Filmfestival van Venetië. In 2013 ontving Like Father, Like Son de prijs van de jury op het Filmfestival van Cannes. In 2018 won hij de Gouden Palm met Shoplifters.
In zijn films schenkt Kore-eda veel aandacht aan de onderklasse van de maatschappij. Hierom wordt hij weleens de Ken Loach van de Japanse cinema genoemd. Wegens zijn humanistische portretten wordt hij ook vergeleken met de Japanse cinematografische grootmeester Yasujiro Ozu. Zelf noemt hij als zijn invloeden de films van Mikio Naruse en enkele films van Akira Kurosawa zoals Dodesukaden, maar ook Amarcord van Fellini.

## Filmografie
| Jaar | Titel | Opmerkingen                         |
| ---- | --- | ----------------------------------- |
| 1991 | Lessons from a Calf (是枝裕和の「もう 一 つの教育―伊那小学校春組の記録 , Mou hitotsu no kyōiku - Ina shogakkō harugumi no kiroku") | regie (documentaire)                |
| 1991 | However... (しかし… 福祉切り捨ての時代に , Shikashi... - Fukushi kirisute no jidainni)                                             | regie (documentaire)                |
| 1994 | August Without Him (彼のいない八月が , Kare no inai hachigatsu ga)                                                                 | regie (documentaire)                |
| 1995 | Maboroshi No Hikari (幻の光 , Maboroshi)                                                                                           | regie                               |
| 1996 | Without Memory (記憶が失われた時 , Kioku ga ushinawareta toki)                                                                     | regie (documentaire)                |
| 1998 | After Life (ワンダフルライフ , Wandafuru raifu)                                                                                    | regie, scenario, montage            |
| 2001 | Distance (ディスタンス , Disutansu)                                                                                                | regie, scenario, montage            |
| 2004 | Nobody Knows (誰も知らない , Dare mo shiranai )                                                                                    | regie, scenario, productie          |
| 2006 | Hana (花よりもなほ , Hana yori mo naho )                                                                                           | regie, scenario                     |
| 2008 | Still Walking (歩いても 歩いても , Aruitemo aruitemo )                                                                             | regie, scenario, montage            |
| 2008 | Daijōbu dearu yō ni: Cocco owaranai tabi (大丈夫であるように -Cocco 終らない旅‐)                                                   | regie (documentaire)                |
| 2009 | Air Doll (空気人形 , Kūki ningyō)                                                                                                  | regie, scenario, productie, montage |
| 2011 | I Wish (奇跡 , Kiseki) | regie                               |
| 2013 | Like Father, Like Son (そして父になる , Soshite chichi ni naru)                                                                    | regie, scenario                     |
| 2015 | Our Little Sister (海街diary , Umimachi diary)                                                                                     | regie                               |
| 2016 | After the Storm (海よりもまだ深く , Umi yori mo mada fukaku)                                                                       | regie, scenario, montage            |
| 2017 | The Third Murder (三度目の殺人 , Sando-me no satsujin)                                                                             | regie, scenario                     |
| 2018 | Shoplifters (万引き家族 , Manbiki kazoku)                                                                                          | regie, scenario, montage            |
| 2019 | La Vérité (The Truth) | regie, scenario, montage            |
| 2022 | Broker (브로커) |                                     |
| 2023 | Monster (怪物, Kaibutsu) | regie, montage                      |

- Biblioteca Nacional de España: XX1740204
- Bibliothèque nationale de France: cb16185667z (data)
- Catàleg d'autoritats de noms i títols de Catalunya: 981058516268306706
- CiNii: DA07087018
- Gemeinsame Normdatei: 131977016
- International Standard Name Identifier: 0000 0000 8122 2932
- Library of Congress Control Number: nr93036009
- MusicBrainz: dfeb30fe-93ee-4b5a-abe3-165880c662ee
- Bibliotheek van het Japanse parlement: 00258573
- Nationale Bibliotheek van Tsjechië: xx0216211
- Nationale Bibliotheek van Israël: 987007431617505171
- Nederlandse Thesaurus van Auteursnamen: 213174529
- LIBRIS: 361217
- Système universitaire de documentation: 10058893X
- Trove: 858710
- Virtual International Authority File: 44174038
- WorldCat: E39PBJpjjpbwjvXfhQcRKxvT73